# Mihrunnissa Begum
Mihrunnissa Banu Begum (in persiano مهرالنساء بیگم‎; sole fra le donne e regina; nota anche come Bahu Begum e Ladli Begum; 1605 – Lahore, dopo il 1645) è stata una nobildonna persiana, figlia di primo letto di Mehrunnissa Begum, che avrebbe poi sposato l'imperatore Moghul Jahangir e assunto il nome Nur Jahan, e moglie del pretendente al trono Shahryar Mirza, a sua volta un figlio di Jahangir.

## Biografia
Mihrunnissa Banu Begum, nota anche coi nomi alternativi di Bahu Begum e Ladli Begum, nacque nel 1605 da Sher Afghan Khan, funzionario persiano, e da sua moglie Mehrunnissa Begum. Nel 1607, Afghan Khan morì e lei, insieme a sua madre, fu accolta alla corte di Agra dall'imperatore Moghul Jahangir, dal momento che Mehrunnissa era zia di Arjumand Banu (futura Mumtaz Mahal), figlia di suo fratello maggiore Asaf Khan e consorte del figlio di Jahangir, Khurram (futuro imperatore Shah Jahan). Inizialmente, Mehrunnissa fu messa a servizio di Ruqaiya Begum, una delle consorti del defunto imperatore Akbar, ma nel 1611 Jahangir si innamorò perdutamente di lei e la sposò, e, ribattezzata Nur Jahan, divenne una delle donne più potenti della storia indiana e il potere nascosto dietro il trono. 
L'ambizione di Nur Jahan era di fare di sua figlia la prossima imperatrice consorte, così progettò di farla sposare con uno dei figli di Jahangir, per poi usare la sua influenza per sostenere il genero come prossimo imperatore. Inizialmente, nel 1620 cercò di combinare un matrimonio con il primogenito Khusrau, accecato ma comunque il candidato più popolare, che tuttavia rifiutò perché desiderava restare fedele alla moglie che aveva già. In seguito, scartando sia il secondogenito Parviz, considerato un candidato debole, sia il marito di sua nipote Khurram, con il quale era in cattivi rapporti e che, come Khusrau, era notoriamente fedele a sua moglie Arjumand, Nur Jahan si rivolse allora al figlio minore di Jahangir, Shahryar. La proposta fu accettata in una cerimonia formale celebrata il 20 dicembre 1620. Il 23 aprile 1621, nella casa del padre di Nur Jahan, furono celebrate le nozze, mentre la madre di Jahangir, Mariam-uz-Zamani, offrì il suo palazzo per la cerimonia dell'henné. Il matrimonio fu sgradito alla maggior parte della corte, che riteneva che fosse il preludio sauna guerra civile per il trono, una volta che Jahangir fosse morto. 
L'imperatore morì il 28 ottobre 1627 e Nur Jahan agì immediatamente per assicurare il trono a Shahryar, approfittando dell'assenza di Khurram, il rivale più pericoloso. Tuttavia, in capo a pochi mesi Khurram, con l'appoggio nientemeno che di Asaf Khan, fratello maggiore di Nur Jahan e padre di Arjumand, conquistò il trono e depose Shahryar, incoronandosi imperatore col nome di Shah Jahan. Nei primi mesi del 1628, ordinò di giustiziare Shahryar e diversi altri parenti, fra cui i nipoti, figli di suo fratello Khusrau, e i cugini, figli di Daniyal Mirza. Procedette poi a privare Nur Jahan di ogni potere, invalidandone i decreti e addirittura ritirando dalla circolazione le monete con inciso il suo nome.
Mihrunnissa e la figlia che aveva avuto da Shahryar furono risparmiate e inviate in esilio a Lahore, dove alla fine furono raggiunte dalla stessa Nur Jahan, ridotta in miseria e costretta agli arresti domiciliari. A quel punto, Mihrunnissa scomparve dai documenti, e l'unica cosa nota è che morì dopo il 1645, facendosi seppellire accanto a sua madre nel suo mausoleo. 

## Discendenza
Da Shahryar Mirza, Mihrunnissa ebbe una sola figlia:
- Arzani Begum (nata il 4 settembre 1623), nota anche come Lardili Begum e Wali Begum. Non è noto il suo fato dopo la morte del padre, se non che fu inviata in esilio a Lahore con la madre e la nonna materna.